# (24727) 1991 VD1
(24727) 1991 VD1 là một tiểu hành tinh vành đai chính. Nó được phát hiện bởi Seiji Ueda và Hiroshi Kaneda ở Kushiro, Hokkaidō, Nhật Bản, ngày 4 tháng 11 năm 1991.